# بوب وايت (نقابي)
بوب وايت هو نقابي كندي، ولد في 28 أبريل 1935 في Upperlands ‏ في المملكة المتحدة، وتوفي في 19 فبراير 2017 في كينكاردين في كندا.